# Mponela
Mponela är en ort i Malawi. Den ligger i distriktet Dowa District och regionen Central Region, i den centrala delen av landet. Mponela ligger 1 216 meter över havet och antalet invånare är 11 222.
Terrängen runt Mponela är lite kuperad. Omgivningarna runt Mponela är huvudsakligen savann.